# Любов (филм, 2015)
Любов е български късометражен игрален филм от 2015 г. на режисьора Боя Харизанова.

## Сюжет
Внимание:  Текстът по-долу разкрива сюжета на произведението (или части от него)!
Тридесетгодишният Борис пристига в родопско село, за да се срещне с бабата и дядото на починалия му приятел Радко, загинал при злополука в чужбина и да им върне вещите му. Баба Тодорка знае за неговата смърт, но крие това от съпруга си, за да не влоши здравето му и моли Борис да не му казва. На следващия ден, когато си заминава от селото, дядо Атанас му казва, че знае за смъртта на внука си, но не казва това на баба Тодорка, защото е разтревожен за нейното здраве.

## Награди
- На филмовия фестивал в Сапоро през 2016 г. печели награда за режисура.[3]
- През 2016 г. печели наградата за най-добър късометражен филм на филмовия фестивал So Independent в София.[4]
- Специален диплом за късометражен филм на фестивала „Златна роза“ (Варна, 2016).[5]